# A Beginner's Mind
A Beginner's Mind è un album in studio collaborativo dei musicisti statunitensi Sufjan Stevens e Angelo De Augustine, pubblicato nel 2021.

## Tracce
Testi e musiche di Sufjan Stevens e Angelo De Augustine, eccetto dove indicato.
1. Reach Out – 3:43
2. Lady Macbeth in Chains – 3:42
3. Back to Oz – 4:12
4. The Pillar of Souls – 3:10
5. You Give Death a Bad Name – 4:07
6. Beginner's Mind – 2:15 (De Augustine)
7. Olympus – 3:07
8. Murder and Crime – 3:30
9. (This Is) The Thing – 2:48 (Stevens)
10. It's Your Own Body and Mind – 2:27 (Stevens)
11. Lost in the World – 3:10 (De Augustine)
12. Fictional California – 2:50
13. Cimmerian Shade – 4:19
14. Lacrimae – 2:07 (De Augustine)